# 5 августа
5 августа — 217-й день года (218-й в високосные годы) по григорианскому календарю.
До конца года остаётся 148 дней.
До 15 октября 1582 года — 5 августа по юлианскому календарю, с 15 октября 1582 года — 5 августа по григорианскому календарю.
В XX и XXI веках соответствует 23 июля по юлианскому календарю.

## Праздники и памятные дни
См. также: Категория:Праздники 5 августа

### Международные
- Международный день светофора.

### Национальные
- Иран — Исламский день прав человека
- США — Всемирный день устриц
- Хорватия — День победы и благодарности отчизне

### Религиозные
Православие
- Празднование в честь Почаевской иконы Божией Матери (1675);
- память мучеников Трофима, Феофила и с ними 13 мучеников (284—305)[4];
- память праведного воина Феодора Ушакова (прославление, 2001);
- память священномученика Аполлинария, епископа Равеннийского (ок. 75);
- память преподобномученика Иова Ущельского;
- память священномученика Михаила Троицкого, пресвитера и мученика Андрея Аргунова (1938);
- Собор Смоленских святых (переходящее празднование в 2018 г.);
- празднование в честь иконы Божией Матери «Всех скорбящих Радость» (с грошиками) (1888).

### Именины
- Православные[5] (дата по новому стилю):
  - Мужские:
    - Андрей — мученик Андрей (Аргунов).
    - Аполлинарий (Аполлон, Аполинарий) — священномученик Аполлинарий Равеннский.
    - Аполлоний — мученик Аполлоний.
    - Виталиан (Виталий) — священномученик Виталиан.
    - Трофим — мученик Трофим Ликийский.
    - Феодор (Фёдор) — праведный воин Феодор (адмирал Фёдор Ушаков).
    - Феофил (Фефил) — мученик Феофил Ликийский.

  - Женские:
    - Анна — преподобная Анна Левкадийская.

## События
См. также: Категория:События 5 августа

### До XIX века
- 1420 — чешские табориты выдвинули свою программу («12 пражских статей»), требующую уничтожение роскоши, нравственного зла, отмены иконопочитания.
- 1506 — Армия Великого княжества Литовского под предводительством князя Михаила Глинского разгромила крымских татар в Клецкой битве.
- 1583 — английский мореплаватель Хемфри Гилберт объявил остров Ньюфаундленд собственностью Британии и основал там первое поселение (первая английская колония в Северной Америке).
- 1699 — на рейде Таганрога прошёл первый смотр-парад и первые манёвры нового российского флота.
- 1713 — Пётр I подписал именной Указ «О создании следственной канцелярии гвардии майора Михаила Ивановича Волконского»[6][7].
- 1772 — состоялся первый раздел Речи Посполитой между Россией, Пруссией и Австрией.
- 1775 — испанское судно «San Carlos» вошло в бухту Сан-Франциско. Испанский мореплаватель Хуан де Айала стал первым прибывшим сюда европейцем.
- 1789 — во Франции отменено крепостное право.

### XIX век
- 1806 — шлюп «Нева» под командованием Юрия Лисянского вернулся Кронштадт, завершив первое русское кругосветное плавание[8][9].
- 1826 — в Санкт-Петербурге открыт Банковский мост через Екатерининский канал (канал Грибоедова)[10].
- 1858 — по дну Атлантики проложен телеграфный кабель, связавший Великобританию и США. Королева Виктория обменялась приветствиями с президентом США Джеймсом Бьюкененом.
- 1861
  - В армии США отменены телесные наказания.
  - Президент США Авраам Линкольн подписал указ о введении подоходного налога (3 % от доходов, превышающих $800). Впервые был применён 4 августа 1862 года.
- 1864 — Джованни Донати впервые наблюдал спектр кометы.
- 1871 — в Виннипеге открылся первый в Западной Канаде госпиталь на 4 места.
- 1885 — на острове Бедлоу в Нью-Йорке заложен первый камень в основание статуи Свободы.
- 1886 — открылась регулярная служба по пересылке посылок из Канады в Британию.
- 1890 — Британия согласилась признать Мадагаскар собственностью Франции.
- 1891 — выпущены первые дорожные чеки («American Express»).

### XX век
- 1905 — в Бельгии воскресенье объявлено выходным днём.
- 1913 — сгорел деревянный Петровский дворец[10], находившийся на Петровском острове в Санкт-Петербурге[11].
- 1914
  - В американском Кливленде установлены первые в мире электрические светофоры.
  - Первая мировая война: начало штурма бельгийской крепости Льеж.
- 1921 — в американском Дейтоне (штат Огайо) успешно испытан первый в мире автомобиль, управляемый по радио.
- 1924 — из мастерской Балтийского судостроительного завода вышел первый советский тепловоз Якова Гаккеля.
- 1932 — открытие первой очереди Центрального парка культуры и отдыха имени С. М. Кирова в Ленинграде[10].
- 1939 — во время боя на Халхин-Голе советский лётчик Михаил Ююкин впервые в мире направил горящий самолёт на наземную цель противника.
- 1940
  - Латвия принята в состав СССР.
  - Подводная лодка «Щ-423» отправилась из Мурманска во Владивосток по Северному морскому пути. 11 сентября она прибыла в пункт назначения. Ранее лишь надводным судам удавалось пройти этим маршрутом.
- 1941 — Вторая мировая война: началась оборона Одессы, продолжавшаяся до 16 октября.
- 1943 — произведён первый победный салют во время Великой Отечественной войны — 12 залпов из 124 орудий.
- 1948 — Григорий Федотов стал первым футболистом, забившим сто мячей в чемпионатах СССР.
- 1949 — землетрясение в городе Амбато (Эквадор) унесло жизни более 5 тысяч человек.
- 1956 — на стадионе им. Ленина в Москве открылась I Спартакиада народов СССР.
- 1958 — на Цейлоне тамильскому языку предоставлен статус официального.
- 1961 — ГДР призвала страны Варшавского договора принять меры против «подрывной деятельности» Западного Берлина.
- 1963 — в Москве представителями СССР, США и Великобритании был подписан договор о запрещении испытаний ядерного оружия в атмосфере, в космосе и под водой.
- 1964 — Война во Вьетнаме: авиация США впервые бомбит Северный Вьетнам (операция «Пронзающая стрела»).
- 1965 — началась Вторая индо-пакистанская война.
- 1966
  - Своим дацзыбао Мао Цзэдун объявил лозунг «Огонь по штабам!».
  - Вышел седьмой студийный альбом The Beatles — Revolver.
- 1967 — выпущен первый альбом Pink Floyd — The Piper at the Gates of Dawn.
- 1973 — стартовала советская космическая миссия «Марс-6».
- 1975 — вступила в строй железнодорожная магистраль Тюмень — Сургут.
- 1980 — Бельгия разделена на три автономных региона по языковому принципу (Фламандия, Валлония и Брюссельский столичный регион).
- 1981 — президент США Рональд Рейган уволил 11 359 бастующих авиадиспетчеров, которые отказались возвращаться к работе.
- 1991 — введение в Литве «общих талонов», переходного временного платёжного средства («вагнорки»).
- 1993 — релиз коллекционной карточной игры Magic: The Gathering.
- 1994 — уличные беспорядки в Гаване, массовые протесты против режима Кастро.
- 1999 — первым чемпионом мира по футболу среди кибермашин стала команда Франции.

### XXI век
- 2001 — американский путешественник Стив Фоссетт в шестой раз начал кругосветное путешествие на воздушном шаре.
- 2010 — авария на шахте Сан-Хосе (Чили), в результате которой 33 горняка оказались замурованными на глубине около 700 м и примерно в 5 км от входа в шахту.
- 2016 — в Рио-де-Жанейро (Бразилия) открылись XXXI летние Олимпийские игры.

## Родились
См. также: Категория:Родившиеся 5 августа

### До XIX века
- 78 до н. э. — Туллия (ум. 45 до н. э.), дочь Марка Туллия Цицерона и его первой супруги Теренции.
- 1763 — Яков Кульнев (погиб в 1812), русский полководец, гусар, генерал-майор, герой Отечественной войны 1812 года.

### XIX век
- 1802 — Нильс Хенрик Абель (ум. 1829), норвежский математик, создатель теории эллиптических функций.
- 1813 — Ивар Осен (ум. 1896), норвежский лингвист и поэт, создатель норвежского литературного языка.
- 1821 — Александр Абаза (ум. 1895), российский государственный деятель, госконтролёр Российской империи (1871—1874), министр финансов (1880—1881).
- 1834 — Александр Брикнер (ум. 1896), российский историк.
- 1844 — Илья Репин (ум. 1930), русский художник-передвижник.
- 1850 — Ги де Мопассан (ум. 1893), французский писатель.
- 1860 — Луис Уэйн (ум. 1939), английский художник.
- 1864 — Евгений Чириков (ум. 1932), русский писатель.
- 1868
  - Оскар Мериканто (ум. 1924), финский композитор, органист, дирижёр.
  - Борис Тураев (ум. 1920), русский историк, востоковед.
- 1874 — Эмиль-Жюль Грильо де Гиври[англ.] (ум. 1929), французский оккультист.
- 1889 — Матвей Ворожцов (ум. 1922), российский революционер, руководитель партизанского движения на Алтае.
- 1893 — Вера Холодная (ум. 1919), русская актриса немого кино.
- 1898 — Василий Лебедев-Кумач (ум. 1949), советский поэт-песенник.

### XX век
- 1901 — Клод Отан-Лара (ум. 2000), французский кинорежиссёр.
- 1903 — Борис Гмыря (ум. 1969), украинский певец-бас, народный артист СССР.
- 1905
  - Василий Леонтьев (ум. 1999), американский учёный-экономист, лауреат премии по экономике памяти Альфреда Нобеля (1973).
  - Артём Микоян (ум. 1970), советский авиаконструктор, дважды Герой Социалистического Труда.
- 1906
  - Джоан Хиксон (ум. 1998), английская актриса, воплотившая на экране образ мисс Марпл, лауреат премии «Тони».
  - Джон Хьюстон (ум. 1987), американский кинорежиссёр, актёр, обладатель двух «Оскаров».
- 1907 — Эжен Гийевик (ум. 1997), французский поэт.
- 1908 — Гарольд Холт (погиб в 1967), 17-й премьер-министр Австралии (1966—1967).
- 1910 — Эрминио Масантонио (ум. 1956), аргентинский футболист.
- 1922 — Талгат Бегельдинов (ум. 2014), советский военный лётчик, генерал-майор авиации, дважды Герой Советского Союза.
- 1928 — Йонас Аугустино Грицюс (ум. 2021), литовский советский кинооператор.
- 1930
  - Нил Армстронг (ум. 2012), американский астронавт, первый человек, ступивший на Луну.
  - Михал Ковач (ум. 2016), словацкий политический деятель, первый президент Словакии (1993—1998).
  - Эмин Хачатурян (ум. 2000), советский композитор и дирижёр, кинокомпозитор, народный артист РСФСР.
- 1932 — Владимир Федосеев, дирижёр, баянист, педагог, народный артист СССР.
- 1935
  - Михаэль Балльхаус (ум. 2017), немецкий кинооператор.
  - лорд Питер Индж (ум. 2022), британский фельдмаршал.
- 1937 — Брайан Марсден (ум. 2010), английский и американский астроном.
- 1941
  - Леонид Кизим (ум. 2010), советский космонавт, дважды Герой Советского Союза.
  - Аирто Морейра, бразильский джазовый барабанщик и перкуссионист.
- 1945 — Лони Андерсон (ум. 2025), американская актриса.
- 1948
  - Владимир Квачков, советский и российский военный и общественный деятель.
  - Рэй Клеменс (ум. 2020), английский футболист и тренер.
- 1950 — Рози Миттермайер (ум. 2023), немецкая горнолыжница, двукратная олимпийская чемпионка 1976 года.
- 1959 — Пит Бёрнс, ливерпульский певец.
- 1961 — Ольга Иванова, российская театральная актриса.
- 1962 — Патрик Юинг, американский баскетболист, двукратный олимпийский чемпион (1984, 1992).
- 1963 — Наталья Лапина, советская и российская актриса и эстрадная певица.
- 1968
  - Марин Ле Пен, французский политик.
  - Колин Макрей (погиб 2007), шотландский раллийный автогонщик, чемпион мира (1995).
  - Юлианна Шахова, телеведущая, журналист, певица и композитор, педагог.
- 1969 — Наталья Мальцева, российская журналистка и телеведущая.
- 1970 — Константин Ерёменко (ум. 2010), российский спортсмен, игрок в мини-футбол, чемпион Европы (1999).
- 1971 — Валдис Домбровскис, латвийский политический деятель, премьер-министр Латвии (2009—2013).
- 1974
  - Роман Березовский, советский, армянский и российский футболист, вратарь.
  - Александр Петрив, украинский стрелок из пистолета, олимпийский чемпион (2008).
- 1978
  - Ким Геварт, бельгийская бегунья, олимпийская чемпионка в эстафете 4×100 метров (2008).
  - Ксения Назарова, российская актриса театра и кино, телеведущая.
- 1979 — Дэвид Хили, североирландский футболист, лучший бомбардир в истории национальной сборной.
- 1981 — Эрик Гэй, канадский горнолыжник, двукратный чемпион мира.
- 1982 — Лоло Джонс, американская спортсменка, чемпионка мира по лёгкой атлетике и бобслею.
- 1985 — Саломон Калу, ивуарийский футболист.
- 1986 — Катрин Цеттель, австрийская горнолыжница, чемпионка мира.
- 1988 — Федерика Пеллегрини, итальянская пловчиха, олимпийская чемпионка (2008), многократная чемпионка мира и Европы.
- 1997
  - Ван Ибо, китайский актёр, танцор, певец, рэпер, ведущий и профессиональный мотогонщик.
  - Оливия Холт, американская актриса и певица.

### XXI век
- 2001 — Энтони Эдвардс, американский баскетболист.
- 2004 — Гави (Пабло Мартин Паэс Гавира), испанский футболист.

## Скончались
См. также: Категория:Умершие 5 августа

### До XIX века
- 1633 — Джордж Эббот (р. 1562), английский прелат в царствование Стюартов, архиепископ Кентерберийский.
- 1792 — Фредерик Норт (р. 1732), 12-й премьер-министр Великобритании (1770—1782).

### XIX век
- 1808 — Александр Беклешов (р. 1743), российский государственный и военный деятель.
- 1834 — граф Гийсберт Карл ван Гогендорп (р. 1762), нидерландский государственный деятель, министр иностранных дел.
- 1863 — Адольф Фридрих Гессе (р. 1809), немецкий композитор.
- 1864 — Ромуальд Траугутт (р. 1826), польский и белорусский революционер.
- 1895 — Фридрих Энгельс (р. 1820), немецкий философ, один из основоположников марксизма.

### XX век
- 1932 — Саша Чёрный (настоящее имя Александр Гликберг; р. 1880), российский поэт и прозаик, эмигрант.
- 1938 — Андрей Аргунов (р. 1904), святой Русской православной церкви, новомученик.
- 1940 — Фредерик Кук (р. 1865), американский путешественник и исследователь.
- 1943 — погиб Иосиф Апанасенко (р. 1890), советский военачальник, генерал армии.
- 1947 — Владимир Голенищев (р. 1856), русский египтолог.
- 1950
  - Эмиль Абдергальден (р. 1877), немецкий биохимик и физиолог.
  - Сергей Намёткин (р. 1876), русский советский химик-органик, академик АН СССР.
- 1962 — Василий Зеньковский (р. 1881), богослов, историк русской философской мысли, литературовед.
- 1984
  - Ричард Бартон (р. 1925), английский актёр, муж Элизабет Тейлор.
  - Эмонуэль Калантаров (р. 1932), узбекский художник кино.
- 1987 — Анатолий Папанов (р. 1922), актёр театра и кино, народный артист СССР.
- 1991 — Соитиро Хонда (р. 1906), основатель японской компании «Honda Motors» и её президент в 1948—1973 гг.
- 1992 — Джефф Поркаро (р. 1954), американский барабанщик, композитор, продюсер, один из основателей группы «Toto».
- 1998 — Тодор Живков (р. 1911), генеральный секретарь ЦК Болгарской компартии (1954—1989).
- 2000
  - Алек Гиннесс (р. 1914), английский актёр театра и кино, лауреат премий «Оскар», «Золотой глобус», др. наград.
  - Эмин Хачатурян (р. 1930), советский композитор и дирижёр, кинокомпозитор, народный артист РСФСР.

### XXI век
- 2001 — Искра Бабич (р. 1932), советский и российский кинорежиссёр и сценарист.
- 2002 — Франсиско Колоане Карденас (р. 1910), чилийский писатель.
- 2008 — Лилиана Алёшникова (р. 1935), актриса театра и кино, заслуженная артистка РСФСР.
- 2012
  - Эрвин Аксер (р. 1917), польский театральный режиссёр и педагог.
  - Чавела Варгас (р. 1919), мексиканская певица.
- 2014 — Владимир Орлов (р. 1936), советский и российский писатель и сценарист.
- 2024
  - Юрий Скобов (р. 1949), советский лыжник, заслуженный мастер спорта СССР по лыжным гонкам (1972). Олимпийский чемпион (1972).
  - Вячеслав Иванов (р. 1938), советский гребец (академическая гребля), трёхкратный олимпийский чемпион (лодка-одиночка; 1956, 1960, 1964), чемпион мира (1962), многократный чемпион Европы и СССР, Заслуженный мастер спорта СССР (1956).